# Hussein Maziq
Hussein Maziq (Tacnis, 1918 - Bengasi, 12 de Maio de 2006) foi um político líbio que ocupou os seguintes cargos:
- Governador da Cirenaica (Maio de 1952 - Outubro de 1961).
- Ministro dos Negócios Estrangeiros da Líbia (Janeiro de 1964 - Março de 1965).
- Primeiro-ministro da Líbia (Março de 1965 - Junho de 1967).